# Leonid Fedun
Leonid Arnoldovitch Fedun (Kiev, Ucrânia, 5 de abril de 1956) é um empresário russo, vice-presidente da indústria petrolífera LUKoil, além de diretor do clube de futebol Spartak Moscovo. É doutor em Filosofia. Seu patrimônio é estimado em US$ 7 100 milhões, estando entre as vinte pessoas mais ricas da Federação Russa.